# Xylotrechus
Xylotrechus är ett släkte av skalbaggar som beskrevs av Louis Alexandre Auguste Chevrolat 1860. Xylotrechus ingår i familjen långhorningar.

## Dottertaxa tillXylotrechus, i alfabetisk ordning[1][2]
- Xylotrechus abyssinicus
- Xylotrechus aceris
- Xylotrechus aedon
- Xylotrechus affinis
- Xylotrechus albolatifasciatus
- Xylotrechus albonotatus
- Xylotrechus altaicus
- Xylotrechus anguliferus
- Xylotrechus annobonae
- Xylotrechus antennarius
- Xylotrechus antilope
- Xylotrechus apiceinnotatus
- Xylotrechus arnoldii
- Xylotrechus arunensis
- Xylotrechus arvicola
- Xylotrechus atrolineatus
- Xylotrechus atronotatus
- Xylotrechus aureounifasciatus
- Xylotrechus australis
- Xylotrechus badachschanicus
- Xylotrechus basifuliginosus
- Xylotrechus bicoloricornis
- Xylotrechus bifenestratus
- Xylotrechus biimpressus
- Xylotrechus bilyi
- Xylotrechus binotaticollis
- Xylotrechus boreosinicus
- Xylotrechus brevicillus
- Xylotrechus brevicornis
- Xylotrechus brixi
- Xylotrechus buquetii
- Xylotrechus canus
- Xylotrechus capricornus
- Xylotrechus carinicollis
- Xylotrechus carinifrons
- Xylotrechus chhetrii
- Xylotrechus chinensis
- Xylotrechus cinerascens
- Xylotrechus clabauti
- Xylotrechus clarinus
- Xylotrechus clavicornis
- Xylotrechus colonus
- Xylotrechus consocius
- Xylotrechus contortus
- Xylotrechus contusus
- Xylotrechus convergens
- Xylotrechus coquerelii
- Xylotrechus cuneipennis
- Xylotrechus curtithorax
- Xylotrechus dalatensis
- Xylotrechus daoi
- Xylotrechus deletus
- Xylotrechus demonacioides
- Xylotrechus demonacius
- Xylotrechus deyrollei
- Xylotrechus difformis
- Xylotrechus discors
- Xylotrechus diversepubens
- Xylotrechus diversesignatus
- Xylotrechus djoukoulanus
- Xylotrechus dominulus
- Xylotrechus durangoensis
- Xylotrechus emaciatus
- Xylotrechus fluctuosus
- Xylotrechus formosanus
- Xylotrechus fragilis
- Xylotrechus gahani
- Xylotrechus gemellus
- Xylotrechus goetzi
- Xylotrechus hampsoni
- Xylotrechus hircus
- Xylotrechus hovorei
- Xylotrechus humeralis
- Xylotrechus ibex
- Xylotrechus idoneus
- Xylotrechus imperfectus
- Xylotrechus incurvatus
- Xylotrechus innotatithorax
- Xylotrechus insignis
- Xylotrechus integer
- Xylotrechus janbar
- Xylotrechus javanicus
- Xylotrechus kayoensis
- Xylotrechus khampaseuthi
- Xylotrechus klapperichi
- Xylotrechus kosempoensis
- Xylotrechus kuatunensis
- Xylotrechus latefasciatus
- Xylotrechus lautus
- Xylotrechus lengii
- Xylotrechus lepesmei
- Xylotrechus liciatulus
- Xylotrechus longitarsis
- Xylotrechus longithorax
- Xylotrechus luzonicus
- Xylotrechus magnicollis
- Xylotrechus magnificus
- Xylotrechus majeri
- Xylotrechus mehli
- Xylotrechus mindanaonis
- Xylotrechus mixtus
- Xylotrechus moriutii
- Xylotrechus mormonus
- Xylotrechus multiimpressus
- Xylotrechus multinotatus
- Xylotrechus multisignatus
- Xylotrechus nigrosulphureus
- Xylotrechus nitidus
- Xylotrechus nodieri
- Xylotrechus nunenmacheri
- Xylotrechus obliteratus
- Xylotrechus oculicollis
- Xylotrechus ogasawarensis
- Xylotrechus olexai
- Xylotrechus pantherinus
- Xylotrechus paulocarinatus
- Xylotrechus pavlovskii
- Xylotrechus perakensis
- Xylotrechus phidias
- Xylotrechus pici
- Xylotrechus pilosus
- Xylotrechus polyzonus
- Xylotrechus prolixus
- Xylotrechus pulcher
- Xylotrechus pyrrhoderus
- Xylotrechus quadrimaculatus
- Xylotrechus quadripes
- Xylotrechus quadrisignatus
- Xylotrechus quattuordecimmaculatus
- Xylotrechus quercus
- Xylotrechus raghidae
- Xylotrechus ranauensis
- Xylotrechus reductemaculatus
- Xylotrechus reginae
- Xylotrechus retractus
- Xylotrechus robusticollis
- Xylotrechus robustus
- Xylotrechus rosinae
- Xylotrechus rouyeri
- Xylotrechus ruficollis
- Xylotrechus rufilius
- Xylotrechus rufoapicalis
- Xylotrechus rufobasalis
- Xylotrechus rufonotatus
- Xylotrechus rusticus
- Xylotrechus sandakanus
- Xylotrechus sartorii
- Xylotrechus savioi
- Xylotrechus schaefferi
- Xylotrechus schweisi
- Xylotrechus sciamai
- Xylotrechus scrobipunctatus
- Xylotrechus sellatus
- Xylotrechus semimarginatus
- Xylotrechus shimomurai
- Xylotrechus sieversi
- Xylotrechus sikangensis
- Xylotrechus smei
- Xylotrechus stebbingi
- Xylotrechus subcarinatus
- Xylotrechus subdepressus
- Xylotrechus subditus
- Xylotrechus subscutellatus
- Xylotrechus suzukii
- Xylotrechus takakuwai
- Xylotrechus tanoni
- Xylotrechus tetersus
- Xylotrechus trimaculatus
- Xylotrechus trinotatus
- Xylotrechus undulatus
- Xylotrechus uniannulatus
- Xylotrechus vagefasciatus
- Xylotrechus variegatus
- Xylotrechus variicollis
- Xylotrechus wauthieri
- Xylotrechus villioni
- Xylotrechus vinnulus
- Xylotrechus vitalisi
- Xylotrechus yanoi
- Xylotrechus zaisanicus
- Xylotrechus zanonianus

## Bildgalleri

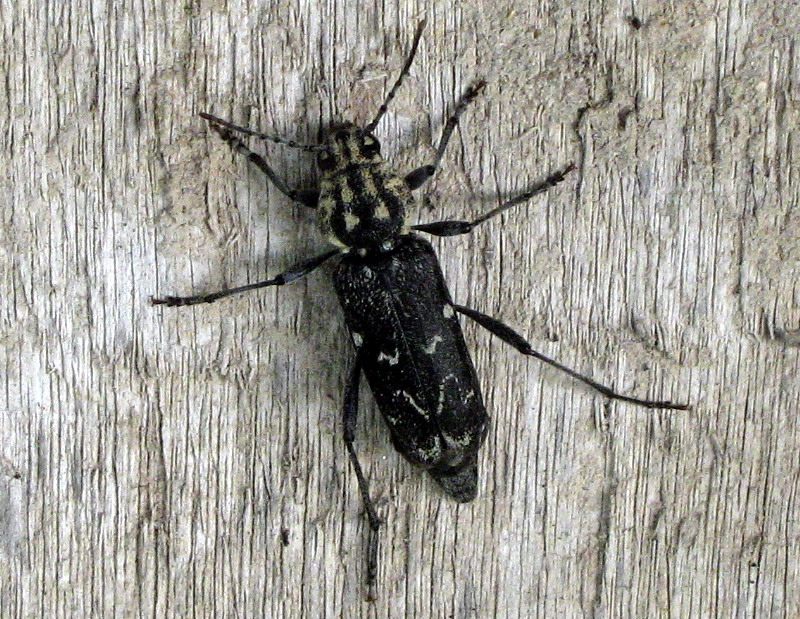